# Winternitzovy automatické mlýny
Winternitzovy mlýny, nebo Automatické mlýny, je budova původně mlýnů navržená Josefem Gočárem pro bratry Egona a Karla Winternitze v Pardubicích. Budova postavená v roce 1910 stojí na pravém břehu řeky Chrudimky před jejím soutokem s Labem, v těsné blízkosti renesančního historického centra města. Do roku 2013 sloužil jako mlýny, roku 2014 byly mlýny zařazeny na seznam Národních kulturních památek České republiky. V roce 2023 byla dokončena rekonstrukce a proměna na multifunkční centrum.

## Historie

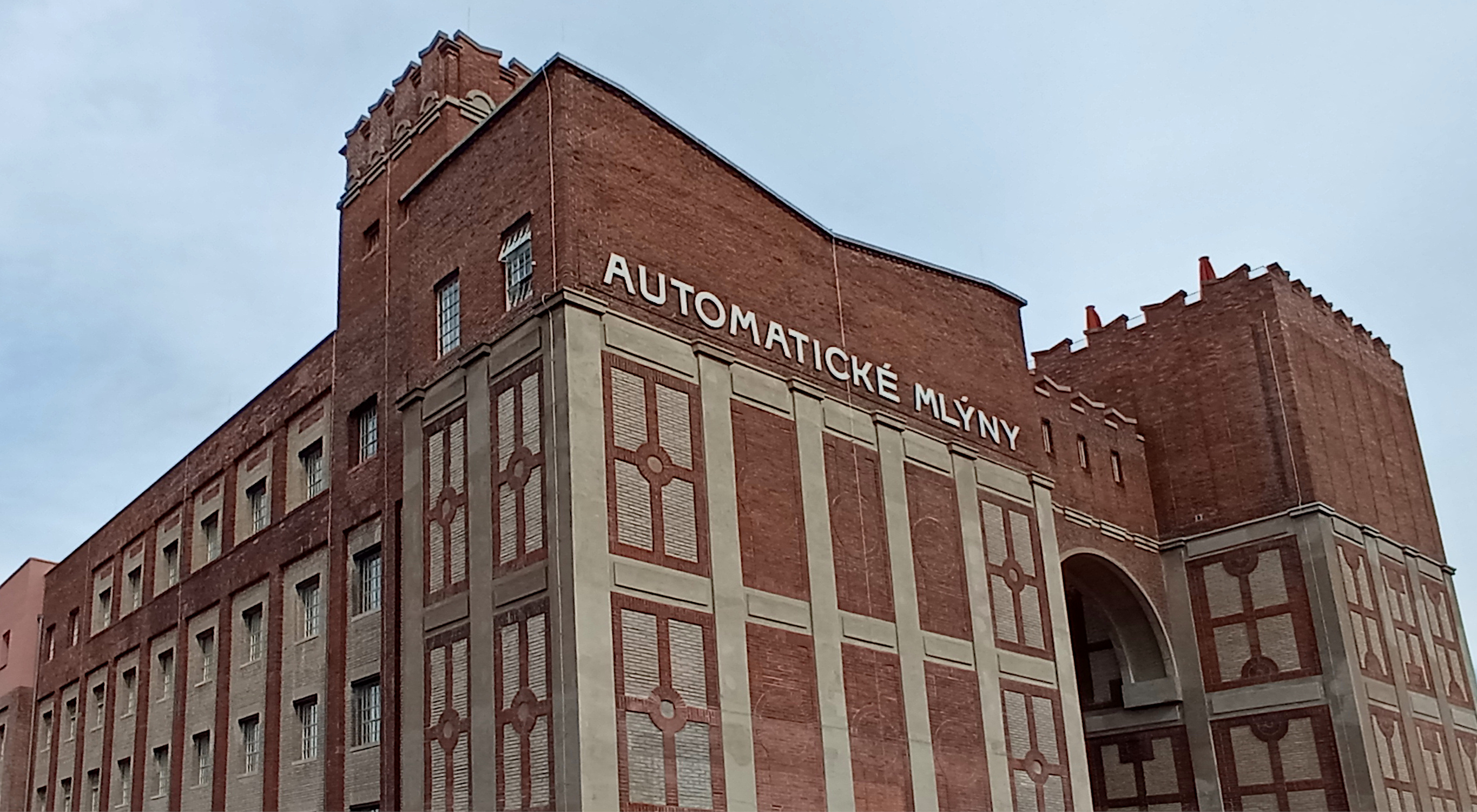
Průčelí bývalé hlavní budovy Automatických mlýnů (po rekonstrukci)

### Vývoj
V Pardubicích na počátku 20. století kvůli rovinatému povrchu a nevyhovujícím podmínkám vodních toků probíhala rozsáhlá regulace řek, z jejichž slepých ramen vznikala umělá jezera (melancholicky upomínající na renesanční rybníkářství) a při Chrudimce i Labi parkové plochy (relaxační zóny), kolem kterých se rozšiřovala zástavba města, neboť město zažívalo prudký nárůst obyvatelstva. Mlýny nevyužívaly náhonu nejbližších řek Labe a Chrudimky, ale cca 10 km dlouhého umělého kanálu Halda z říčky Loučná, která je přítokem Labe.
Stavba budovy započala roku 1909 a pod taktovkou architekta Josefa Gočára byla v roce 1910 dokončena. Jednalo se o jedno z prvních Gočárových děl v duchu kubismu, nesoucí znaky rondokubismu, i když rondokubismus vznikl až o deset let později. Později byl areál dále rozšiřován.

### Rekonstrukce
Provoz mlýnů byl ukončen roku 2013. Jejich vlastník, společnost Goodmills, pak dlouho pro objekt hledal kupce. Až v roce 2016 objekt koupili manželé Mariana a Lukáš Smetanovi. Do nutné rekonstrukce a přestavby zapojil původem architekt Lukáš Smetana město Pardubice a Pardubický kraj. Mezi lety 2020 a 2023 probíhala náročná rekonstrukce. V září 2023 byl areál slavnostně otevřen. Poprvé v historii se veřejnosti otevřelo Gočárovo obilné silo, které vlastní Nadace Automatické mlýny. Zatímco v přízemí objektu je pobočka turistického informačního centra, v horním patře vznikl multifunkční sál s terasou. V bývalé hlavní mlýnské budově působí krajská Gočárova galerie, v severní části městské vzdělávací centrum Sféra a městská galerie GAMPA, další veřejné prostory včetně vnitřního náměstí vybudovala taktéž Nadace Automatické mlýny.

### Zapojení města a kraje
Historický komplex budov, který byl v provozu více než 100 let, prošel mezi lety 2020 a 2023 transformací na moderní kulturně-společenskou městskou čtvrť. Iniciátorem proměny celého areálu byla Nadace Automatické mlýny. Ta koupila areál v roce 2016 a k obnově národní kulturní památky přizvali město Pardubice a Pardubický kraj. V roce 2023, po třech letech intenzivní rekonstrukce, se areál otevřel veřejnosti. Významnou roli v přestavbě Automatických mlýnů sehrálo město Pardubice. To v areálu vlastní objekt, který vznikl rekonstrukcí objektu bývalého skladu balené mouky. V jeho spodní části sídlí GAMPA (Galerie města Pardubic) a nad ní se nachází polytechnické vzdělávací centrum Sféra, které nabízí netradiční formy vzdělání a propojuje vědu, moderní technologie a tradici regionálních řemesel. Pokud jde o zapojení kraje, tak přestavba bývalé hlavní mlýnské budovy na budoucí Gočárovu galerii začala v květnu 2020. Gočárova galerie představuje největší investici do kultury v historii kraje, s celkovými výdaji v rámci evropského projektu ve výši 408 milionů korun. Z této částky kraj obdržel 127,7 milionu korun z evropských zdrojů, zatímco Pardubický kraj přispěl 273 miliony korun ze svého rozpočtu.

### Architektonická studia
Celý projekt přeměny Automatických mlýnů na moderní kulturně-společenskou městskou čtvrť byl možný díky spolupráci několika architektonických studií. Jedním z klíčových architektů projektu je Zdenek Balík se svým studiem Zette], který manželům Smetanovým doporučil, aby průmyslový objekt koupili a nastavil i principy spolupráce s městem a krajem. Spolu s dalšími architektonickými ateliéry, jako jsou Šépka architekti (Sféra, GAMPA a veřejná prostranství), Transat architekti (Gočárova galerie) a Prokš Přikryl architekti (Silo), dokončil první etapu přestavby.

## Druhá etapa přestavby
Druhá etapa přestavby Automatických mlýnů by měla začít začátkem roku 2025 a zahrnout výstavbu bytových a komerčních objektů, které mají být dokončeny přibližně v roce 2026. Tato druhá fáze projektu má za cíl uzavřít areál z východní strany a vytvořit městskou čtvrť s občanskou vybaveností.

## Architektura
Winternitzovy mlýny, jako nová dominanta vizuálně svojí monstrozitou, navazují na zámek rodu Pernštejnů. Jejich architektura je asociací babylónské Ištařiny brány – odpovědí pro prudce vzrůstající materiální potřeby obyvatelstva. Gočár během realizace této stavby projektoval rašelinové lázně v nedaleké Bohdanči, otevřené v roce 1913, ve tvaru květu leknínu a dům U Černé Matky Boží s kubistickými interiéry vinárny a kavárny Orient (se svítilnami krystalického tvaru na balkónech a v oknech prvního patra). Renesanční vzpomínka je zhmotněna motivem vlaštovčích ocasů, kterými byly mlýny doplněny ve dvacátých letech, kdy souběžně Pavel Janák projektoval pardubické krematorium a palác Adria v Praze, který architekt Le Corbusier označuje „za masivní stavbu asyrského charakteru“.

## Galerie

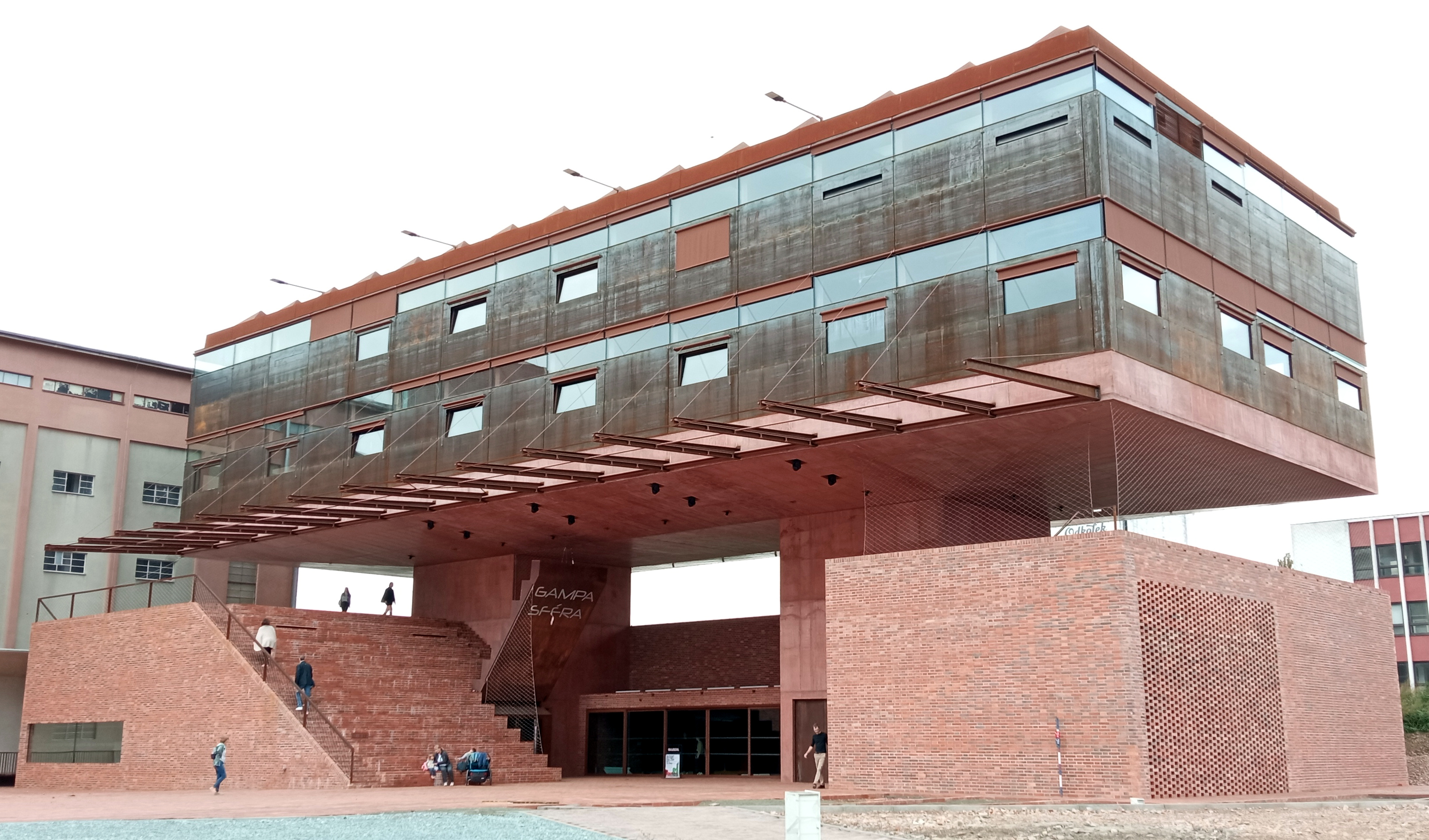
Hlavní pohled na Galerii Gampa
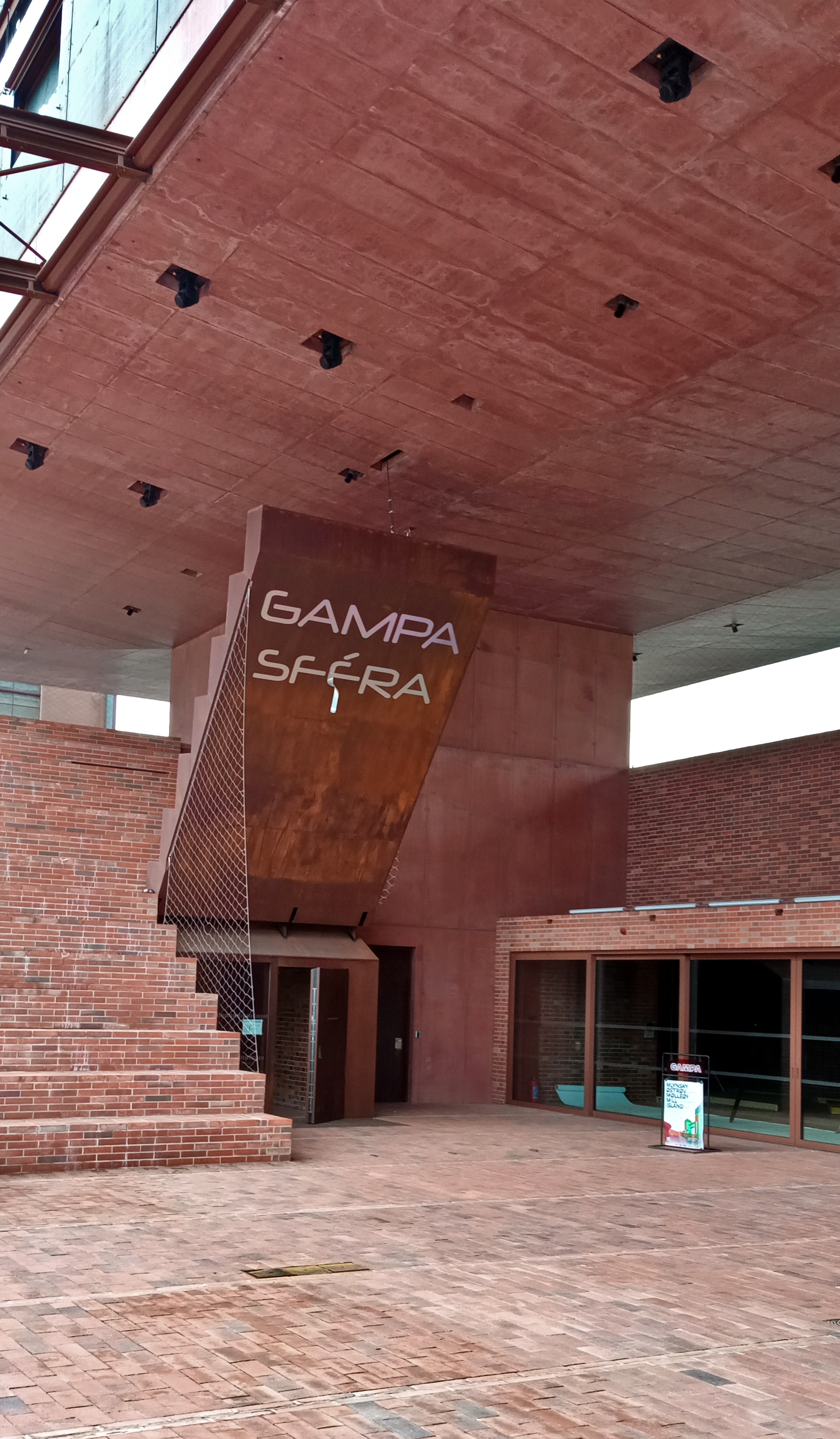
Vstup do galerie Gampa
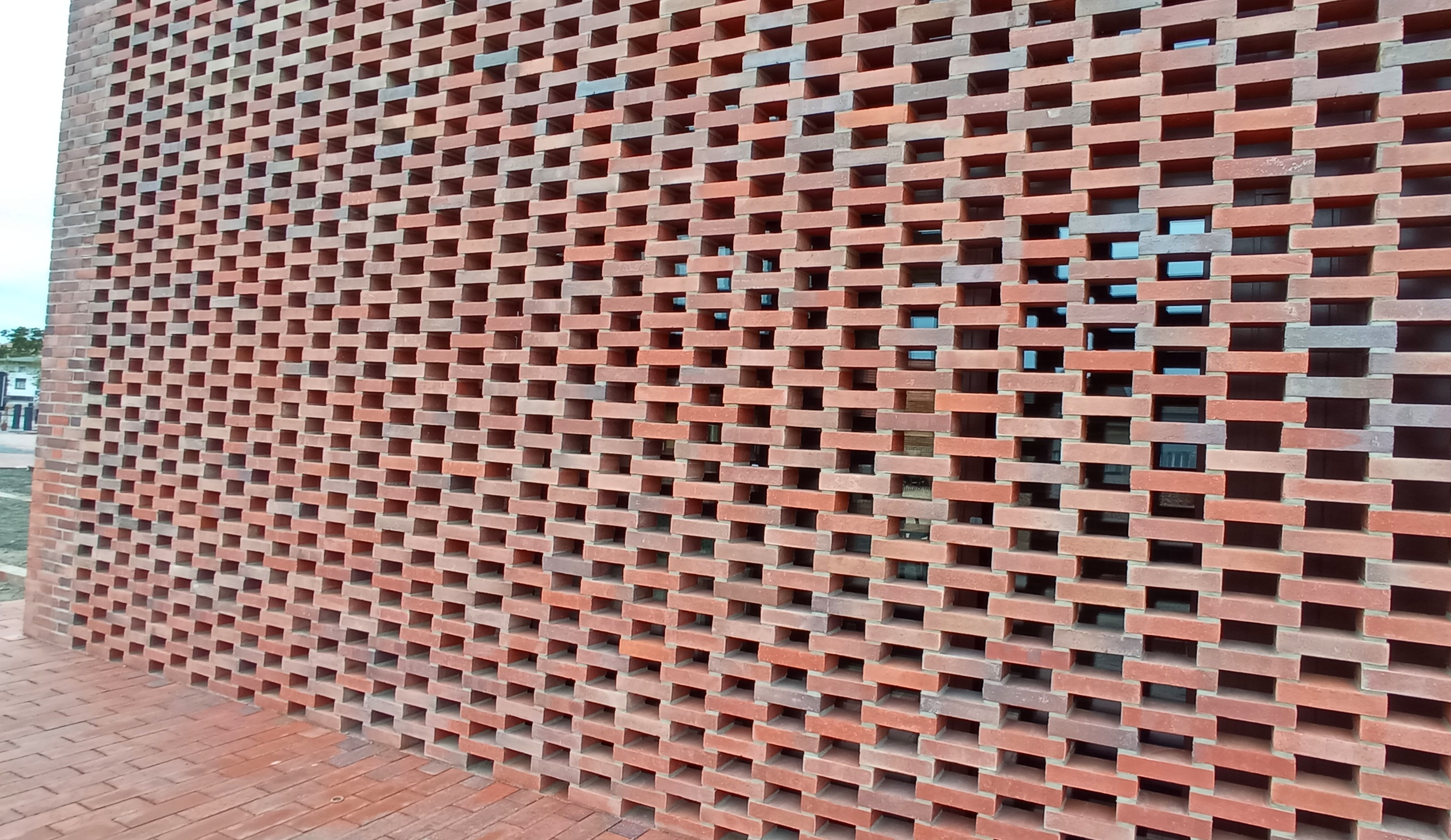
Galerie Gampa, detail fasády
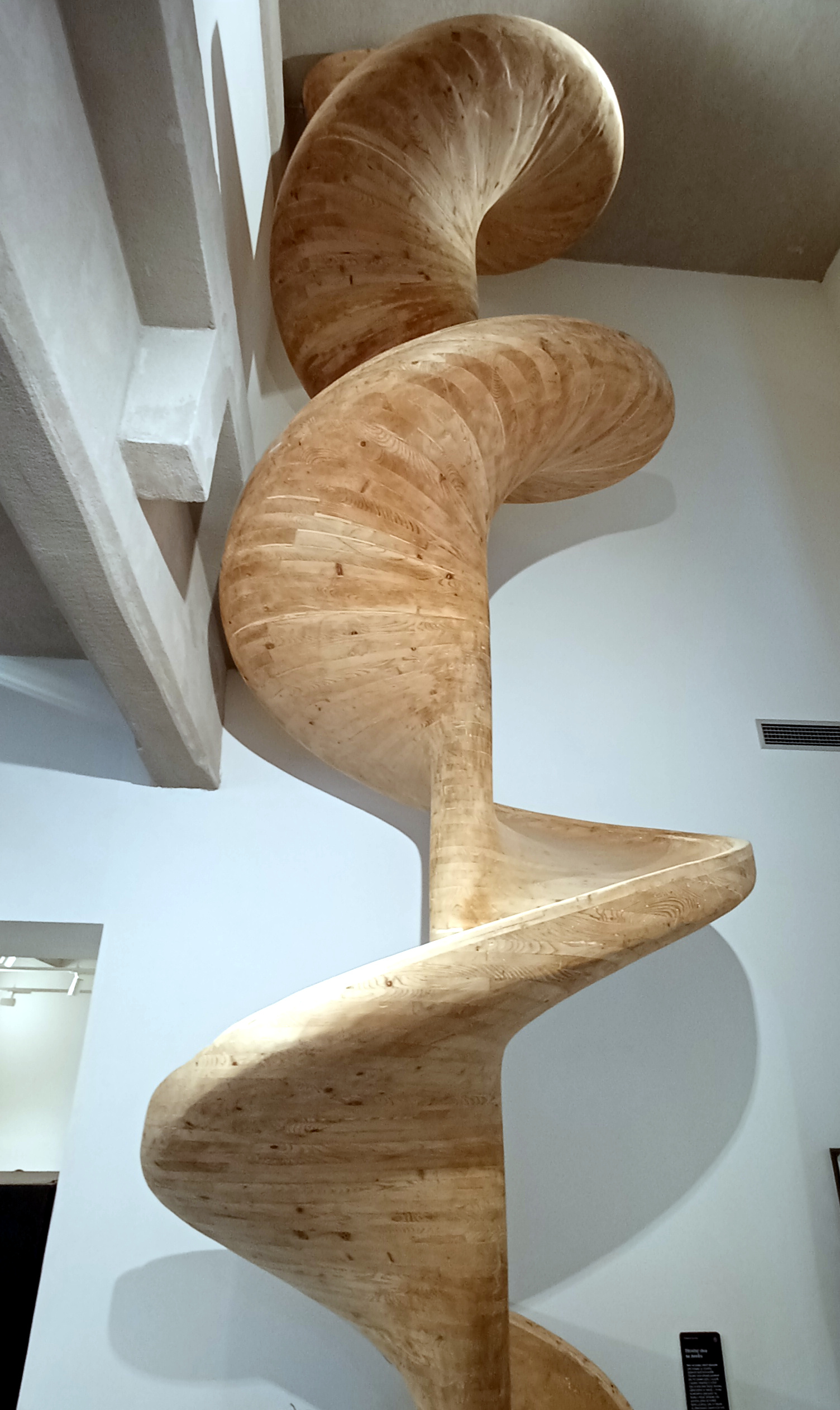
Dřevěný shoz na mouku v budově Gočárovy galerie
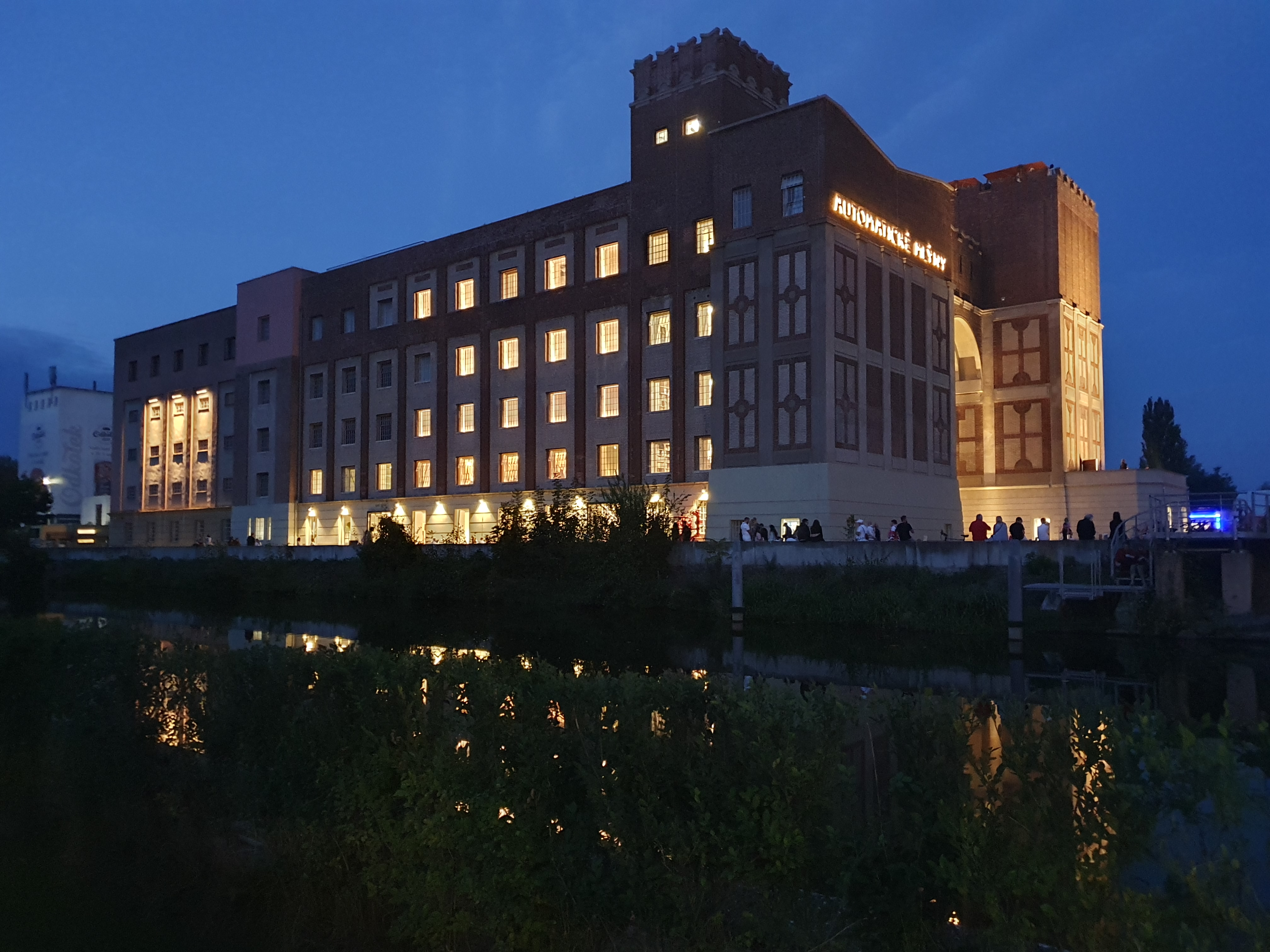
Večer „Grand Opening“ Automatických mlýnů.